# جو غينتايل
جو غينتايل (بالإنجليزية: Joe Gentile)‏ هو كاتب أمريكي، ولد في 1 مارس 1967 في شيكاغو هايتس في الولايات المتحدة.